# Malakapur, Sindhnur
Malakapur là một làng thuộc tehsil Sindhnur, huyện Raichur, bang Karnataka, Ấn Độ.